# Grindu (Ialomița megye)
Grindu község és falu Ialomița megyében, Munténiában, Romániában.

## Fekvése
A megye északi részén található, a megyeszékhelytől, Sloboziatól, ötvennyolc kilométerre északnyugatra, Buzău megye határán.

## Lakossága
| Nemzetiségek | 2002 | 2002   |
| ------------ | ---- | ------ |
| Románok      | 2385 | 97,82% |
| Romák        | 53   | 2,17%  |
| Összesen     | 2438 | 100,0% |